# Московский радиотехнический завод
Научно-производственное объединение «Московский радиотехнический завод» (ОАО «НПО „МРТЗ“») — российское предприятие оборонно-промышленного комплекса, основанного в 1900 году, производитель ЗРК ПВО.
МРТЗ является головным предприятием холдинга «Оборонительные системы», входит в Концерн ПВО «Алмаз-Антей».
Генеральный директор — С. В. Бочков (род. 1958).

## Адрес
Город Москва, Верейская ул., 29.

## История
История предприятия началась в 1900 году, когда было открыто совместное русско-бельгийское предприятие — пистонный завод.
С декабря 1941 года патронный завод № 304 – в ведении 4-го Главного Управления Наркомата танковой промышленности, а затем  в подчинении 3-го Главного Управления Наркомата вооружения СССР.
В соответствии с Постановлением ГКО СССР № 9047с от 10.06.1945г. и приказом Наркомата вооружения СССР  № 265с от 14.06.1945г. завод перепрофилирован на производство радиотехнической аппаратуры, и начинает производить технику ПВО и ПРО, разработанных КБ-1 — от С-25 до С-300 ПМУ-1.
25 июля 1958 года Указом Президиума Верховного Совета СССР завод награждён Орденом Трудового Красного Знамени.
В 1960-е предприятие разрабатывало ультразвуковую аппаратуру — в том числе ультразвуковые генераторы (УЗГ).
В 1963 году завод переименован в Кунцевский механический завод (КМЗ).
С 1966 года завод производит электрогравировальные автоматы, приемопередающую аппаратуру.
На заводе в разное время изготавливались такие средства траекторных измерений как «Иртыш», «Кубань», «Висла», «Бинокль», «Сокол», «Лена», «Истра», «Кама».
С 1954 года производит телевизоры «Зенит», «Луч», «Старт», «Юность» и другие.
18 января 1971 года КМЗ награждён орденом Ленина.
25 февраля 1971 года завод переименован в Московский радиотехнический завод.
С 1971 года завод выпускает аппаратуру радиорелейной станции «Курс».
23 февраля 2024 года завод включён в санкционный список стран Евросоюза из-за производства комплектующих «которые используются в агрессивной войне против Украины».